# HMS Empress (D42)
Le porte-avions d'escorte USS Carnegie (CVE-38) (à l'origine AVG-38, puis plus tard ACV-38) a été lancé le 30 décembre 1942. Transféré au Royaume-Uni, il a été mis en service le 9 août 1943 sous le nom de HMS Empress (D42).

## Conception et description
Ces navires étaient tous plus gros et avaient une plus grande capacité d'avion que tous les porte-avions d'escorte construits depuis par les Américains. Ils ont également tous été établis comme porte-avions d'escorte et non comme navire de commerce reconvertis. Leur propulsion était assurée par une turbine à vapeur à deux chaudières reliées à un arbre donnant une propulsion navire à 17 nœuds (31 km/h). Ils avaient une capacité maximale de vingt-quatre avions qui pouvaient être un mélange d'avions de chasse Grumman Martlet, Vought Corsair ou Hawker Sea Hurricane et d'avions anti-sous-marins Fairey Swordfish ou Grumman Avenger.

## Service

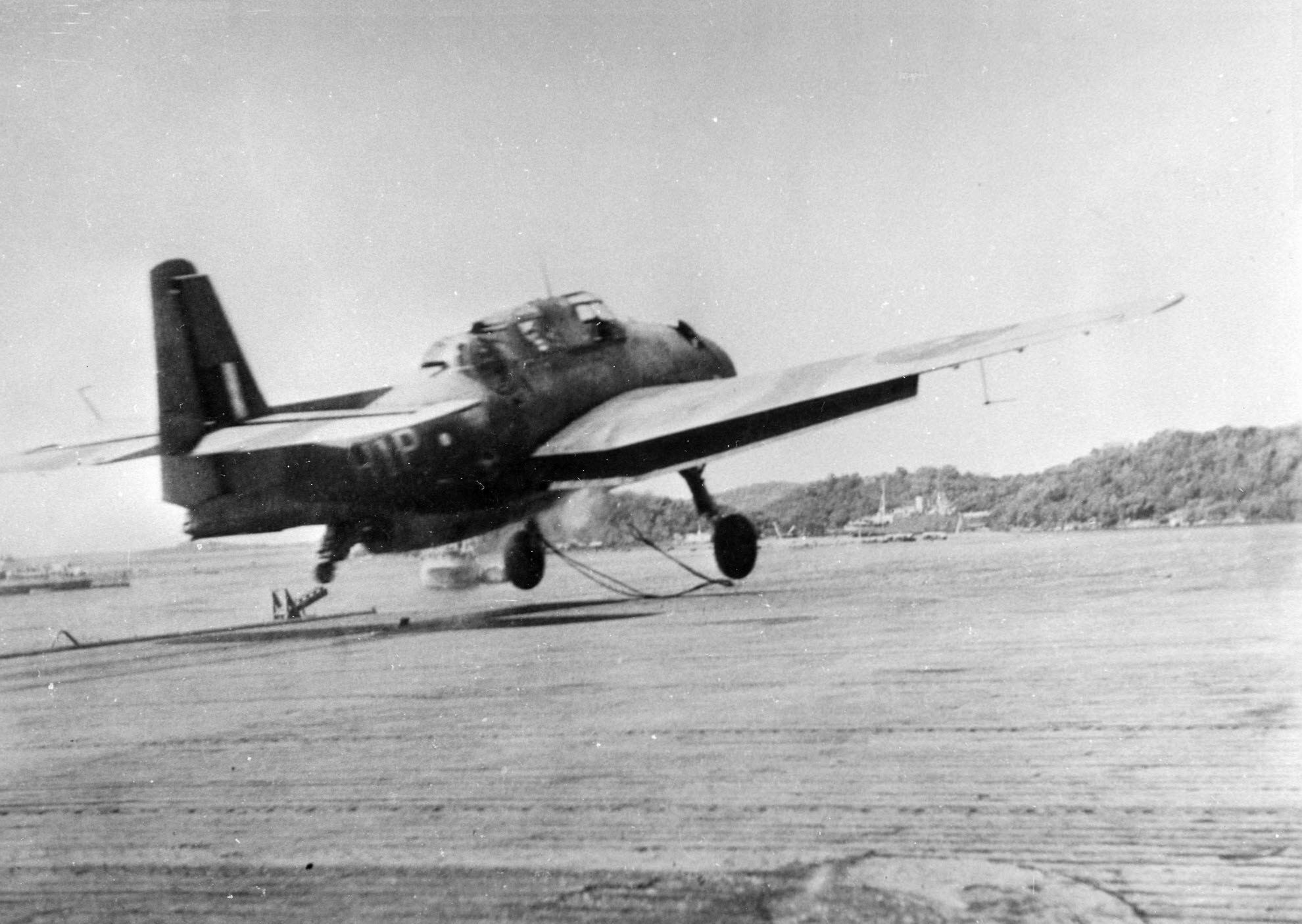
An 845 NAS Avenger taking off from HMS Empress off Trincomalee.

Pendant la Seconde Guerre mondiale, il a servi dans l'océan Pacifique, puis dans l'océan Indien au sein de l'Eastern Fleet basée à Trincomalee (Ceylan).
Lors des campagnes de bombardement de l'Asie du Sud-Est (1944-45) il a d'abord participé à l'opération Bishop (27 avril-6 mai 1945) avec le HMS Shah, une opération de diversion pour la phase finale de l' Opération Dracula avec des attaques aériennes sur Car Nicobar et Port Blair, puis sur les bases japonaises de Mergui et Kawthaung en Birmanie. Puis, avec le HMS Ameer, il a participé à l'Opération Livery (19 au 29 juillet 1945) visant les bases japonaises de Ko Phuket et de l'isthme de Kra en Thaïlande.
Enfin, en septembre 1945, il a participé à l'Opération Tiderace, pour la reprise de Singapour après la capitulation japonaise en 1945.
Le 28 janvier 1946, il a été remis à la garde des États-Unis, a été rayé du Naval Vessel Register le 28 mars 1946 et a été vendu à la ferraille le 21 juin 1946.